# Сьерра-Мадре (Филиппины)
Сьерра-Мадре (таг. Sierra Madre) — горная цепь на Филиппинах, самая протяжённая горная система в стране — 340 км. Расположена на острове Лусон, где тянется вдоль восточного побережья в северной части острова. Проходит по территории нескольких провинций: Кагаян, Исабела, Нуэва-Виская, Кесон.
Высшая точка — Монте-Анакуао, 1850 м. С запада система примыкает к низменности, долине реки Кагаян, которая отделяет её от противоположной горной системы, Центральных Кордильер.